# Lupinus meridanus
Lupinus meridanus är en ärtväxtart som beskrevs av Charles Piper Smith. Lupinus meridanus ingår i släktet lupiner, och familjen ärtväxter. Inga underarter finns listade i Catalogue of Life.